# Temps retardat
En electromagnetisme, les ones electromagnètiques en el buit viatgen a la velocitat de la llum c, segons les equacions de Maxwell. El temps retardat és el moment en què el camp va començar a propagar-se des del punt on va ser emès a un observador. El terme "retard" s'utilitza en aquest context (i en la literatura) en el sentit de retards de propagació.

## Temps retardats i avançats

Els vectors de posició r i r ′ utilitzats en el càlcul

El càlcul del temps retardat tr o t′ no és més que un simple càlcul "velocitat-distància-temps" per a camps EM.
Si el camp EM s'irradia al vector de posició r′ (dins de la distribució de càrrega font), i un observador a la posició r mesura el camp EM en el temps t, el retard de temps perquè el camp viatgi des de la distribució de càrrega a l'observador és |r − r′|/c, per tant, restant aquest retard del temps t de l'observador, es dóna el temps en què el camp realment va començar a propagar -se: el temps retardat, t′.
El temps retardat és: {\displaystyle t'=t-{\frac {|\mathbf {r} -(\mathbf {r} ')|}{c}}}
que es pot reordenar
{\displaystyle c={\frac {|\mathbf {r} -\mathbf {r} '|}{t-t'}}}
mostrant com les posicions i els temps es corresponen amb la font i l'observador.
Un altre concepte relacionat és el temps avançat t a, que pren la mateixa forma matemàtica que l'anterior, però amb un "+" en lloc d'un "-":
{\displaystyle t_{a}=t+{\frac {|\mathbf {r} -\mathbf {r} '|}{c}}}
i s'anomena així perquè aquest és el moment en què el camp avançarà des del moment actual t. Corresponen als temps retardats i avançats els potencials retardats i avançats.

## Posició retardada
La posició retardada es pot obtenir a partir de la posició actual d'una partícula restant la distància que ha recorregut en el lapse des del temps retardat fins al temps actual. Per a una partícula inercial, aquesta posició es pot obtenir resolent aquesta equació:
{\displaystyle \mathbf {r} -\mathbf {r'} =\mathbf {r} -\mathbf {r_{c}} +{\frac {|\mathbf {r} -\mathbf {r'} |}{c}}\mathbf {v} }
on r c és la posició actual de la distribució de càrrega font i v la seva velocitat.

## Aplicació
Potser sorprenentment: els camps electromagnètics i les forces que actuen sobre les càrregues depenen de la seva història, no de la seva separació mútua. El càlcul dels camps electromagnètics en el moment actual inclou integrals de densitat de càrrega ρ(r', tr) i densitat de corrent J (r', tr) utilitzant els temps retardats i les posicions de la font. La quantitat és destacada en l'electrodinàmica, la teoria de la radiació electromagnètica i en la teoria de l'absorció de Wheeler-Feynman, ja que la història de la distribució de càrrega afecta els camps en èpoques posteriors.